# أبو بكر بن شهاب
أبو بكر بن عبد الرحمن بن شهاب الدين (1262 - 1341 هـ) شاعر وفقيه أصولي في طليعة زعماء حضرموت وعلمائها ومفكريها والمصلحين الاجتماعيين بها. أصبح ابن شهاب شاعرًا ذائع الصيت في حضرموت واليمن بل وفي الجزيرة العربية بأسرها. ويعتبر أستاذ المدرسة الشعرية والأدبية والعلمية في أواخر القرن الثالث عشر وأوائل القرن الرابع عشر الهجريين. وقد غنّى المغنون كثيرا من أشعاره الحكمية، وكل قصائده التي يتغنون بها في مستوى عال من الرقة والانسجام والبلاغة. تنقل بين عدة مناطق ولكنه استقر في الهند ما يقارب ثلاثين سنة وتوفي بها.

## نسبه
أبو بكر بن عبد الرحمن بن محمد بن علي بن عبد الله بن عيدروس بن علي بن محمد بن أحمد شهاب الدين الأصغر بن عبد الرحمن القاضي بن أحمد شهاب الدين الأكبر بن عبد الرحمن بن علي بن أبي بكر السكران بن عبد الرحمن السقاف بن محمد مولى الدويلة بن علي بن علوي الغيور بن الفقيه المقدم محمد بن علي بن محمد صاحب مرباط بن علي خالع قسم بن علوي بن محمد بن علوي بن عبيد الله بن أحمد المهاجر بن عيسى بن محمد النقيب بن علي العريضي بن جعفر الصادق بن محمد الباقر بن علي زين العابدين بن الحسين السبط بن علي بن أبي طالب، وعلي زوج فاطمة بنت محمد ﷺ.
فهو الحفيد 34 لرسول الله محمد ﷺ في سلسلة نسبه.

## مولده ونشأته
ولد عام 1262 هـ/ 1846 م بإحدى قرى تريم المسماة حصن آل فَلُّوقَة في حضرموت. ونشأ في بيئة علمية عند شيوخ علماء كبار وتأثر بالتصوف ونشأ عليه، وقد أمضى صباه وعنفوان شبابه في الطلب والتحصيل، فدرس في تريم على يد علمائها وفقهائها، ثم تنقل بين العديد من مراكز العلم في حضرموت. وكان يعتمد على ذكائه أكثر مما يعتمد على جدّه واجتهاده، وكدليل على هذا نجده وقتما كان يحضر دروس شيخه علي بن محمد الحبشي بسيؤون في ليلة من الليالي قد غلبه النعاس أثناء درس علم الفرائض فلامه شيخه على فوات الدرس وسنّه إذ ذاك ثمانية عشر، فما كان منه إلا أن جاءه الليلة الثانية يحمل أرجوزة اسماها «ذريعة الناهض في علم الفرائض» جمع فيها الفن كله نظما في أقل من أربع وعشرين ساعة يقول فيها:

## شيوخه
ومعظم تحصيله للعلم إنما هو في وطنه وعلى يد كبار علماء حضرموت منهم:
| - والده عبد الرحمن بن محمد بن شهاب الدين - أخوه عمر بن عبد الرحمن بن شهاب الدين - عبد الرحمن بن محمد المشهور - علي بن محمد الحبشي | - عيدروس بن عمر الحبشي - محمد بن إبراهيم بلفقيه - حسن بن حسين الحداد - علي بن عبد الله بن شهاب الدين | - حامد بن عمر بافرج - عمر بن حسن الحداد - عيدروس بن علوي العيدروس - أحمد بن محمد الكاف | - محسن بن علوي السقاف - حامد بن عمر السقاف - أحمد بن محمد المحضار - محمد بن عبد الله باسودان |

## أعماله
واشتغل بالتدريس والافتاء في وطنه حضرموت ثم في حيدر آباد في الهند في مدرستها النظامية. وقد قام بإصلاحات كبيرة في حضرموت وفي الخارج. كان يقوم دائما بإخماد نار الفتن التي تقع بين القبائل المسلحة بحضرموت كالقبائل التميمية والكثيرية. وله مواقف مع زعماء القبائل والمناصب ومع سلاطين حضرموت أثبت فيها شجاعته وذكاءه حين يقوم بإطفاء نار الفتن فيما بينهم. ومن أعظم أعماله الإصلاحية قيامه بالصلح بين السلطانين القعيطي والكثيري سنة 1294 هـ إذ نشبت الحرب بينهما حوالي سنتين وتضرر منها الشعب الحضرمي فأخمد نارها بحكمته ومهارته السياسية. وكانت الحكومة البريطانية قد ضغطت عليه لما اندلعت الحرب العظمى متوسلة به في أن يجعل من حضرموت قاعدة حربية لها ضد الأتراك والعرب المسلحين المقيمين بعدن ولحج، ولكنه تخلص منها ورفض كل ما عرضته عليه من مال ونقود وسلطة.
وله إلى جانب هذا أعمال اقتصادية نافعة في الزراعة والتعمير بحضرموت، وفي الناحية العلمية أيضا كان يقوم بدور فعال في التوعية وفهم الإسلام وتعاليمه على وجهها الصحيح فكان يعارض الممجدين للملوك من بني أمية وبني العباس، فهو مثلا يشجب الأعمال المادية التي يقوم بها معاوية بن أبي سفيان وشركاؤه من توريث للملك والسلطة ومن تصرفات خاطئة ضد علي بن أبي طالب، وحصلت بينه وبين بعض علماء عصره مراجعات ومؤلفات معروفة حول ذلك ونقود وردود، ولم تقتصر على النثر العلمي بل تعددت إلى القصائد والأشعار. كما أنه قام بمقارنات بين من جاء فيما بعد من الملوك والحكام الأمويين وبين الأئمة الثوريين من أهل البيت النبوي. ويرى ابن شهاب وجوب إصلاح العقيدة وتصحيحها بالنسبة لما رسب في الأذهان عن ملوك بني أمية في الشرق، وفي طليعتهم معاوية بن أبي سفيان، من صحة تصرفاتهم وأن ذلك في مقدمة ما يلزم العلماء المصلحين القيام به خدمة للعدالة الاجتماعية في الإسلام وانصافا للخلفاء والأئمة العادلين.

## رحلاته
له رحلات وجولات في كثير من البلاد المتمدنة عربية وغير عربية للحج ودراسة الأوضاع ولأعمال تجارية وشخصية. فأول رحلة له إلى الحجاز وهو شاب سنة 1286 هـ فحج ذلك العام وأقام بمكة مدة غير قليلة، واتصل بعلماء وكبراء الحجاز، منهم فضل باشا أمير ظفار، وأحمد زيني دحلان وغيرهم، ثم عاد إلى تريم ولم تطل إقامته بها إذ رحل عنها سنة 1288 هـ إلى عدن واليمن ولحج ثم إلى الشرق الأقصى إندونيسيا وملايو حيث تقيم الجاليات العربية الحضرمية هناك، وتعاطى التجارة هناك ثم رجع إلى حضرموت سنة 1292 هـ وأقام بها مستمرا في إصلاحاته وزعامته العلمية، ولكنه لقي مضايقات شديدة وضغطا قويا من بعض أقاربه ومن رجال الثروة والسلطة بتريم اضطر بسببها إلى النزوح إلى الخارج سنة 1302 هـ.
وطاف في نزوحه هذا كثيرا من البلاد منها شرق أفريقيا ومصر والشام ثم تركيا حيث أهدى له سيفا السلطان عبد الحميد وقلده بها الوسام المجيدي المرصع. وانتهى به المطاف إلى حيدر آباد الدكن في الهند أحد مهاجر قومه الذي توجد به جالية حضرمية كبيرة. وأقام بها سنين عديدة نافت على العشرين أسس بها أسرة أخرى إلى أسرته بحضرموت، وكان محط آمال الجميع بها ومطمح أنظارهم وزعيمهم العلمي والأدبي. وفي أثناء رحلاته كان موضع الحفاوة والاحترام وتبادل الأبحاث العلمية والمساجلات الأدبية مع كبار القوم ببلادهم.
ولكنه مع هذا دائما يحن إلى وطنه ويستولي عليه القلق لبعده عنه، فعاد إلى حضرموت سنة 1332 هـ بعد غياب طويل واستقبل استقبالا شعبيا وحكوميا وقوبل من الجميع بالتجلة والاحترام وقد بلغ من الكبر عتيّا، وتهافت عليه الجميع وانتهزوا فرصة وجوده بينهم واستفادوا من علمه وآرائه، وعاد بعد نحو عامين إلى حيدر آباد لينقل أسرته منها إلى حضرموت ولكن حالت ظروف الحرب العالمية الأولى دون ذلك.

## أشعاره
وفي شعر ابن شهاب عدة ظواهر منها الرقة والبلاغة والطلاوة والفن، وهو كالشعراء الذين قبله في العربية منذ قرون عديدة وكالشعراء الذين في عصره يبدأون مدايحهم بالغزل التقليدي ويعنون بالمديح ولكنه لا يتكلفه. وتناول في شعره المرأة وموقفه العام معها موقف عدالة وانصاف فيما لها وعليها بمقتضى النظم التي سنها الإسلام في المجتمع. ونجد خلال ديوانه أيضا قصائد ومقاطيع عديدة يعالج بها النعرات والأمراض الطائفية الاجتماعية. وكان متفانيا في حب أهل البيت، أي الإمام علي وبنيه، كثير التعظيم لهم في قصائده مبغضا لكل معاد لهم. أما أشعاره الشعبية فهي لا تقل في بلاغتها وروعتها عن أشعاره الحكمية وتسمى باللغة الحضرمية الدارجة «الأشعار الحمينية» وهي كثيرة إلا أنه في آخر حياته لم يستحسن نشرها، وقد قال معظمها وهو في عنفوان شبابه ولم يبق منها إلا القليل الذي يتداوله الناس في حضرموت ومهاجرها.

## مؤلفاته
وله تصانيف عديدة حوالي الثلاثين مصنفا ومعظمها في المنطق والتوحيد والفقه والتاريخ والطبيعة والأنساب والأسانيد وغيرها من العلوم، منها:
| - «حدائق ذريعة الناهض إلى تعلّم أحكام الفرائض» - «رشفة الصادي من بحر فضائل بني النبي الهادي» - «الترياق النافع بإيضاح وتكملة مسائل جمع الجوامع» - «فتوحات الباعث لشرح تقرير المباحث في أحكام إرث الوارث» - «تحفة المحقق بشرح نظام المنطق» - «الشاهد المقبول في فضل أبناء الرسول» - «تذكير الإخوان بتوديع رمضان» - «نوافح الورد الجوري شرح عقيدة الباجوري» - «الورد القطيف شرح الورد اللطيف» | - «رفع الخبط عن مسألة الضغط» - «المقصود بطلب تعريف العقود» - «إقامة الحجة على التقي ابن حجة» - «كشف النقاب عن وجه الصواب لإزالة غريب المرتاب» - «نزهة الألباب في رياض الأنساب» - «وجوب الحمية من مضار الرقية» - «العقود اللؤلؤية في أنساب السادة العلوية بالديار الحضرمية» - «إسعاف الطلاب ببيان مساحة السطوح وما يتوقف عليه من الحساب» - ديوان شعر |

## وفاته
كف بصره آخر عمره، وتوفي ليلة الجمعة العاشر من شهر جمادى الأولى سنة 1341 هـ/ 1922 م. ودفن في مدينة حيدر آباد بالهند حيث عاش هناك. وقد شيعه إلى مدفنه في يوم الجمعة جموع زاخرة من أهل السنة والشيعة.

### استشهادات
1. ↑  موسوعة شعر الغناء اليمني في القرن العشرين، الجزء الأول، الصفحة 31، الطبعة الأولى 2005، رقم الإيداع في دار الكتب:(297)
2. ↑  الكرباسي، محمد صادق محمد (2016). معجم الشعراء الناظمين في الحسين. لندن، المملكة المتحدة: المركز الحسيني للدراسات. ج. الثاني. ص. 98.
3. ↑  "أبو بكر بن عبد الرحمن بن شهاب الدين .. شاعر اليمن الأول (1262 - 1341 هـ)". صحيفة الأيام. مؤرشف من الأصل في 2020-06-30.
4. ↑  السقاف، عبد الله بن محمد. تاريخ الشعراء الحضرميين. القاهرة، مصر: مطبعة العلوم. ج. الرابع. ص. 183.
5. ↑  الزركلي، خير الدين (2002). الأعلام. بيروت، لبنان: دار العلم للملايين. ج. الثاني. ص. 65.

## روابط خارجية
- ديوان ابن شهاب .. أبو بكر بن عبد الرحمن العلوي (ت 1341 هـ/ 1922 م) - المجلس الزيدي الإسلامي.
- ابن شهاب العلوي - بوابة الشعراء.